# St. Urban (Zábřeh)
Die Kirche St. Urban (tschechisch kostel sv. Urbana) ist ein katholisches Kirchengebäude in Zábřeh (Oppau) im Okres Opava in Tschechien. Sie ist eine Filialkirche der Pfarrei St. Martin in Dolní Benešov (Beneschau).

## Lage
Die Kirche befindet sich im Zentrum des Dorfes Zábřeh an der Straße Opavská (Staatsstraße I/56).

## Geschichte
Zábřeh war seit 1695 nach Dolní Benešov / Beneschau eingepfarrt, wo sich auch die Kirche befand. Zu Beginn der 1930er Jahre war die Bevölkerung von Zábřeh / Oppau auf über 700 Einwohner angewachsen und es entstand der Wunsch nach einer Kirche im Dorf.
1935 wurde ein Kirchenbauverein (Jednota pro stavbu kostela) mit einem monatlichen Mitgliedsbeitrag von einer Krone gegründet. Nachdem ein Bauer der Gemeinde dafür ein Grundstück zur Verfügung gestellt hatte, wurde noch im selben Jahre mit dem Bau begonnen. Als Zábřeh am 8. Oktober 1938 nach dem Münchner Abkommen zusammen mit dem Hultschiner Ländchen vom Deutschen Reich besetzt wurde, waren das Kirchenschiff und der Zwiebelturm vollendet. Nach dem Ausbruch des Zweiten Weltkriegs wurden in der noch ungeweihten Kirche wegen der Kriegszeiten in unregelmäßigen Abständen monatliche Gottesdienste abgehalten. Die 1943 durch den neuen Weihbischof Joseph Martin Nathan vorgesehene Weihe kam nicht zustande, da das Kirchengrundstück noch Gemeindeeigentum war und der für die Genehmigung der Grundstücksangelegenheit zuständige Regierungsbezirk Oppeln kein Verständnis für derartige kriegsunwichtigen Angelegenheiten zeigte. Die Bewilligung des Grundstücksverkaufs an die katholische Kirche durch die Oppelner Regierung erfolgte schließlich Anfang 1944.
Als die Oppauer Gemeindevorsteher daraufhin die Einrichtung einer Pfarrei in Oppau wünschten, lehnte die Kirche dieses Ansinnen mit Verweis auf den fehlenden Friedhof und Pfarrhaus in der Gemeinde ab. Die Forderung nach Abhaltung wöchentlicher Messen in Oppau führte zum Streit zwischen dem Oppauer Bürgermeister und dem Beneschauer Pfarrer, der die Kirche kurzerhand schloss. Der Kirchenvorstand beschloss am 25. Februar 1944 auf bischöfliches Verlangen zur Beilegung des Streits die Errichtung eines Pfarrsitzes Filiale Oppau mit eigener Vermögensverwaltung. Damit setzte auch die Führung eigener Kirchenbücher ein.
Während der Mährisch-Ostrauer Operation geriet das Dorf im April 1945 in die Frontlinie, dabei wurde auch die Kirche zerschossen. Nach dem Kriegsende wurde Zábřeh wieder Teil der Tschechoslowakei. Die noch nicht nutzbare Kirchenruine wurde nun offiziell zur Filialkirche der Pfarrei St. Martin in Dolní Benešov. Nach erfolgter Teilinstandsetzung der Kirche hielt der aus Zábřeh stammende Kanoniker Josef Vrchovecký 1946 die erste Heilige Messe. 1947 wurde auch der Kirchturm wiederhergestellt; anstelle der Turmzwiebel erhielt er ein pologonales Pyramidendach. Die Kanzel, der Seitenaltar, Heiligenstatuetten und -bilder wurden aus einer aufgehobenen Kapelle in Nový Jičín übernommen. Der Maler Vilém Balarin, ebenfalls aus Zábřeh stammend, schuf die Wandbilder. Die noch immer ausstehende Weihe erfolgte am 30. und 31. Oktober 1948 durch Weihbischof Stanislav Zela. Am ersten Tag des von den Gläubigen aus Zábřeh organisierten zweitägigen pompösen Festes legte Bischof Zela Reliquien der hll. Urbanus und Theodorus sowie des sel. Johannes Sarkander in den steinernen Altar ein. Tags darauf weihte Zela die Kirche zusammen mit neun Priestern, wobei fast alle Einwohner von Zábřeh sowie zahlreiche Gäste aus der Umgebung teilnahmen.
Im 14. Mai 1971 erhielt die Kirche eine neue Glocke, die zusammen mit zwei Glocken für St. Martin in Dolní Benešov in Deutschland gegossen wurde und den Namen Urban erhielt. Die andere Glocke mit dem Namen Jungfrau Maria hing ursprünglich in der Kirche St. Martin. 1977 wurde in Zábřeh eine beschädigte Glocke aus dem Jahre 1792 aufgefunden, deren Herkunft unbekannt ist.